# Notocrinus virilis
Notocrinus virilis là một loài động vật không xương sống ở biển, thuộc họ Notocrinidae. Nó được tìm thấy ở vùng nước sâu Nam Đại Dương, xung quanh bờ biển Nam Cực và các đảo lân cận. Ốc biển đôi khi sống ký sinh trên loài này. Notocrinus virilis được nhà khoa học Đan Mạch Ole Theodor Jensen Mortensen mô tả lần đầu năm 1917.

## Miêu tả
Notocrinus virilis là một loài huệ biển cứng cáp màu đỏ sẫm, không có cuống với mười cánh tay (năm cánh tay, mỗi cánh chia làm hai) dài tới 200 mm (8 in). Có ít hơn năm mươi lông gai ở gốc đài hoa. Các bộ phận hình vây kéo dài từ hai bên cánh tay tương đối ngắn và có mặt cắt ngang hình tròn. Các tuyến sinh dục nằm trên các vây dưới. Giữa bộ phận hình vây và cánh tay là các túi được dùng để sinh sản. Các cá thể ấu trùng thường có cuống.

## Phân bố và môi trường sống
N. virilis là loài đặc hữu của vùng biển Nam Đại Dương xung quanh Nam Cực. Nó sinh sống tại bán đảo Nam Cực, quần đảo Nam Orkney, vùng đất Enderby, vùng đất Adélie, quần đảo Balleny và biển Ross. Độ sâu của môi trường sống kéo dài từ 80 đến 1.120 m (260 và 3.670 ft).

## Sinh thái
Loài này có thể bò xung quanh và kiếm ăn bằng cách sử dụng lông gai. Giống như tất cả các loài huệ biển, nó chuyên ăn lọc, dang rộng các cánh tay và bộ phận hình vây để bắt phù du và mạt vụn từ dòng nước chảy qua. Con cái ấp trứng non trong những chiếc túi trên cánh tay. Ấu trùng có thể dài tới 1,8 mm (0,07 in) trước khi bị tống ra khỏi túi và rơi xuống đáy biển, nơi chúng sẽ tự níu chặt.
Trong các nghiên cứu ban đầu, các sinh vật được nạo vét từ đáy biển nhưng trong quá trình kéo lưới, bất kỳ liên kết nào giữa loài này với loài khác thường bị mất. Gần đây hơn, người ta đã phát hiện ra rằng N. virilis thường bị loài nhuyễn thể chân bụng Bathycrinicola tumidula bám vào. Đây là lần đầu tiên một loài ốc thuộc họ này sống ký sinh trên huệ biển.

## Hình ảnh

Các mẫu vật của Notocrinus virilis
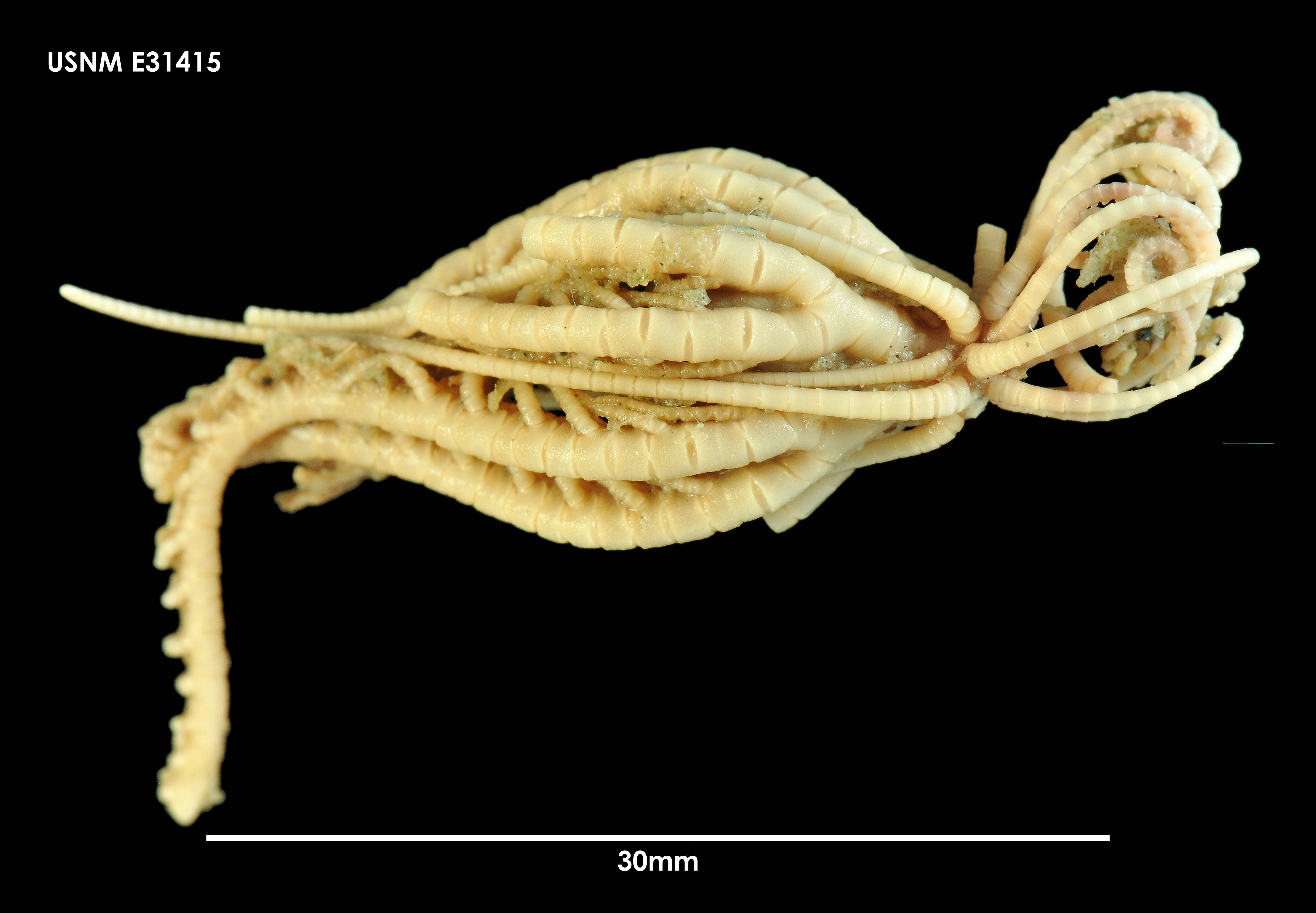
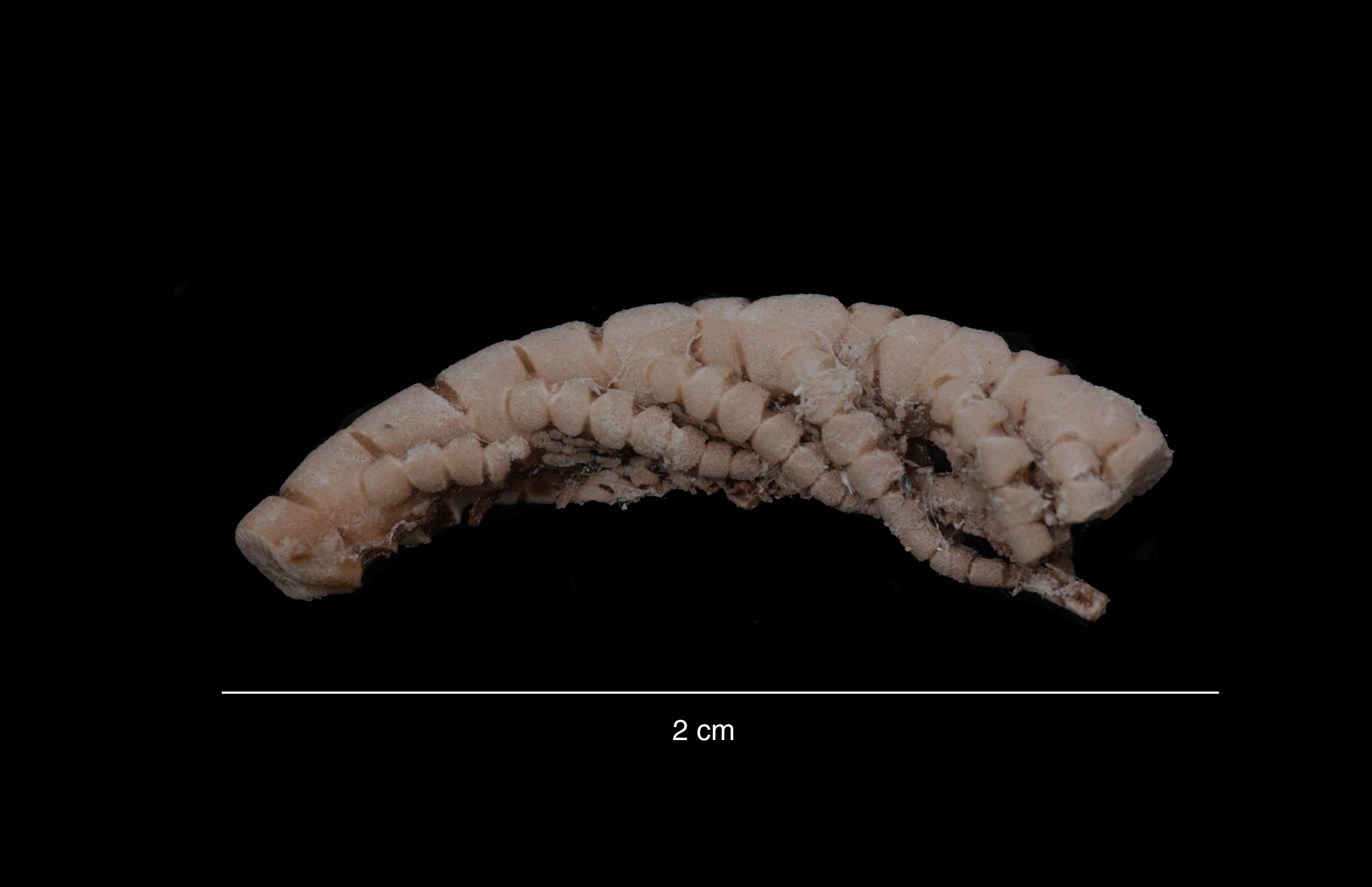
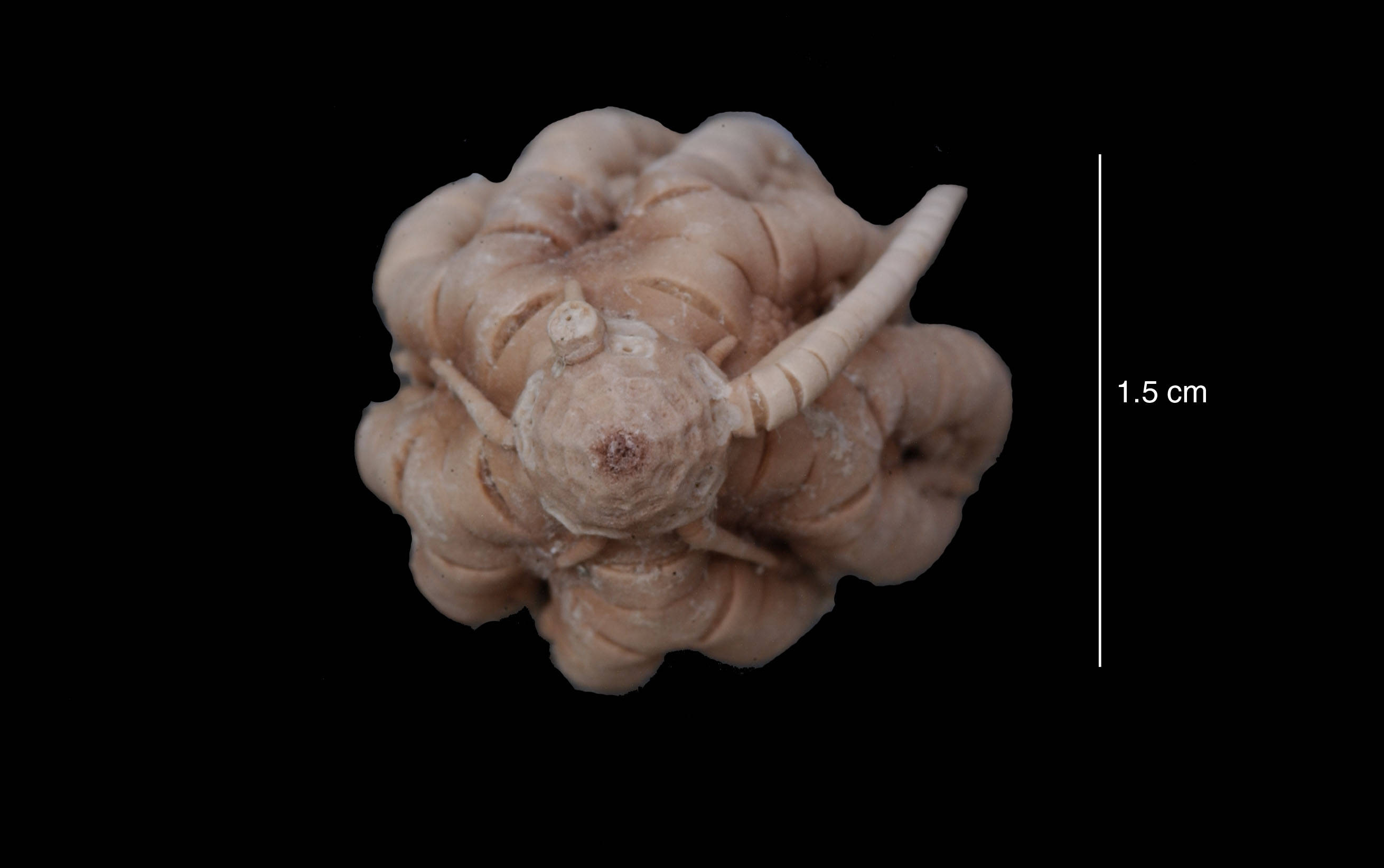
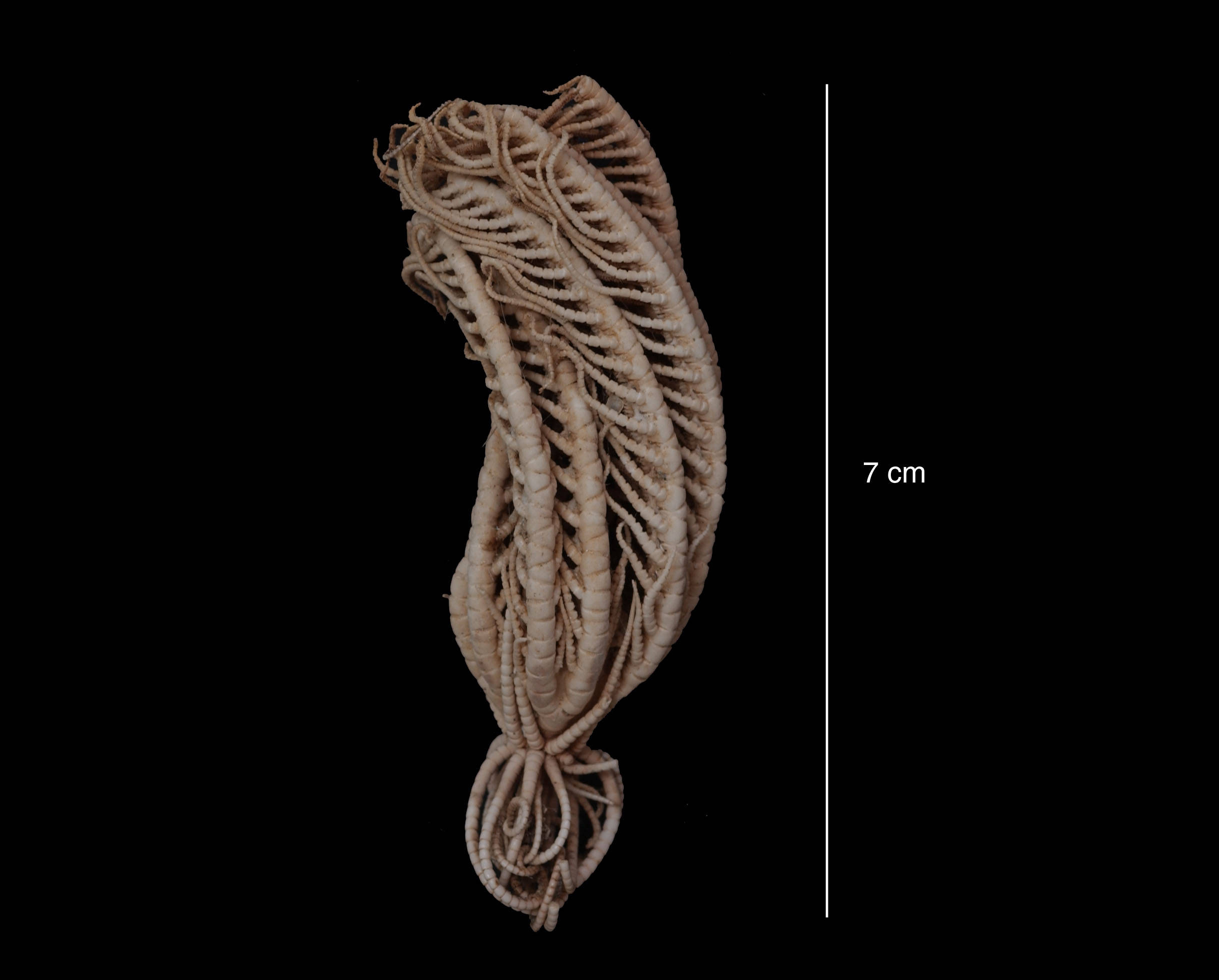